# Бумазея

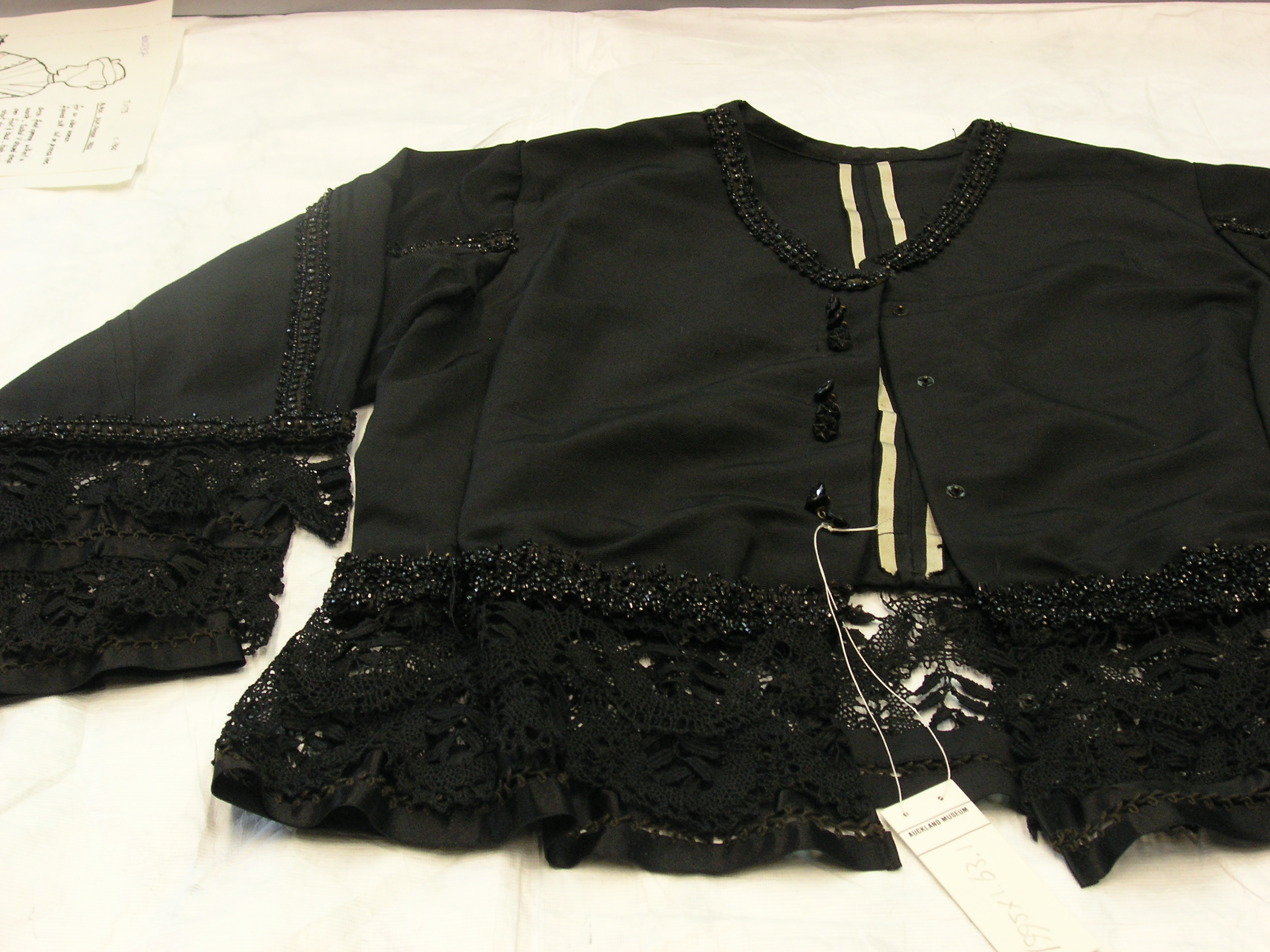
Женский жакет из бомбазина с кружевной отделкой и вышивкой

Бумазе́я (англ. Bombazine от фр. bombasin, от итал. bambagia — хлопок) — плотная хлопчатобумажная ткань саржевого, реже полотняного переплетения с начёсом на одной, обычно изнаночной, стороне, встречалась также ткань с начёсом с обеих сторон.

## История
Как сообщает Энциклопедия Британника, бомбазин был впервые выпущен в Англии при Елизавете I. Первоначально ткань вырабатывалась из шёлка или была смесовой — из шёлка и шерсти. Бомбазин хорошего качества имел шелковую основу и камвольный (из чёсаной шерсти) уток. В начале XIX столетия было налажено его широкое производство в Норидже.
Чёрная бумазея некогда использовалась для траурной одежды, но материал вышел из моды к началу XX столетия.
Слово bombazine образовано от устаревшего французского bombasin, которым первоначально обозначали шёлк, но впоследствии применяли и к шёлковому дереву или хлопку. У Р. Кирсановой указано, что французское bombasin происходит от итальянского слова bambagia — «хлопок», и в России ткань называли в просторечии бомбазеей и бамбазеей, что ближе к оригиналу.
Бумазея выпускается набивной, гладкокрашеной, иногда — отбелённой. В России эта ткань появилась в XVII веке. В отличие от других тканей из хлопка, например, ситца, из-за своей обработки (ворсования) бумазея не могла быть окрашена в яркие цвета. В то же время благодаря начёсу эта ткань мягка и хорошо сохраняет тепло. Обыкновенно из бумазеи шились женские кофты и платья, и мужские косоворотки, тёплое нижнее бельё.
В «Русском товарном словаре» Андреева (1889) указаны следующие виды бумазеи: киперная («без пушка») — futaine, Barchent, Parhend, fustain; двухсторонняя — fustaine à deux envers, glatter Barchent, pillow, pilaw; с ворсом — futaine à poil, raucher Barchent, top, swandown; бумазея-сатин — futaine satinée, Atlas-Barchent, satin-top.